# アブドッラー・アッ＝ズーリー
アブドッラー・アッ＝ズーリー（Abdullah Al-Zori, 1987年8月13日 - ）は、サウジアラビア・リヤド出身のサッカー選手。サウジ・プロフェッショナルリーグ・アル・シャバブ・リヤド所属。元サウジアラビア代表。ポジションはディフェンダー。

## 来歴

### クラブ
2006年、アル・ヒラルでプロ生活をスタートさせた。
2018年5月27日、アル・ワフダ・メッカに移籍。
2020年1月30日、アル・シャバブ・リヤドに移籍。